# Lux András (tanár)
Lux András (Kassa, 1741. november 19. – Kassa, 1824.) Jézus-társasági, később világi áldozópap és tanár.

## Élete
1760. október 28-án lépett a rendbe, 1761-ben Kassán a bölcseletet végezte és a teológiát Nagyszombatban hallgatta. Több helyen tanított; a rend feloszlatása (1773) után a poézis és retorika tanára lett, majd Kassán a nemes ifjak konviktusának igazgatója, egyszersmind a gimnázium hitszónoka volt.

## Munkái
- Festivi honores Leopoldo II. in regem Hungariae inaugurato. Leutschoviae, 1791
- Vota Scepusianorum in inauguratione supremi comitis Josephi e comitibus Csáky. Uo. 1796 (költemény)
- Sensa publica occasione in inauguratione com. Josephi Csáky ... D. S. A. A. Uo. 1796
- Oda in inauguratione com. Josephi Csáky ... a nobilitate banderiali oblata, cum esset ibidem s. curio. Uo. 1796
- Elegia ad virum gravem e S. I. Wolfgangum K. Parochum civitatis Leutschoviensis. Uo. 1797 (hozzá: Veteranus Heliconi valedicens cz. költ.)
- Inclytae turmae Scepusiensis terrae insurgenti in solenni benedictionis vexilli apparatu. Uo. 1797 (költemény)
- Novis honoribus Antonii e comitibus Csáky augustus progressus vovet banderii nobilitas, quum i. comitatus Scepusiensis supremus comes solenni ritu inauguraretur. Cassoviae, 1800
- Josepho baronI HorVáth De PaloCsa, VIrVte HVngara, stIrpe VetVsta InsIgnI. Veterano banderII DVCI ... Uo. 1800
- Festiva lumina illustr. d. Antonio e comitibus Csáky, in supremum comitem Scepusiensem inaugurato. Leutschoviae, 1800 (költemény)

### Kéziratban
Oda honoribus illustr. d. Joannis e comitibus Reva episcopi scepusiensis, cum Augusto favore intimis status consiliariis adlegeretur; Odae Pio VI. P. M.; Lessus Leopoldo II.; Alexandro principi Hungariae palatino; Josepho e com. Batthyan cardinali ac primati Hungariae; Excell. d. Joannai e com. Csáky com. Scepus. moderatori; Excell. d. com. Stephani Csáky artefacta in decora et commoda Scepusii et in erigendis ac ornandis ecclesiis, költ.; Epithalamica; Propemtica; Onomastica